# Roëll (Adelsgeschlecht)

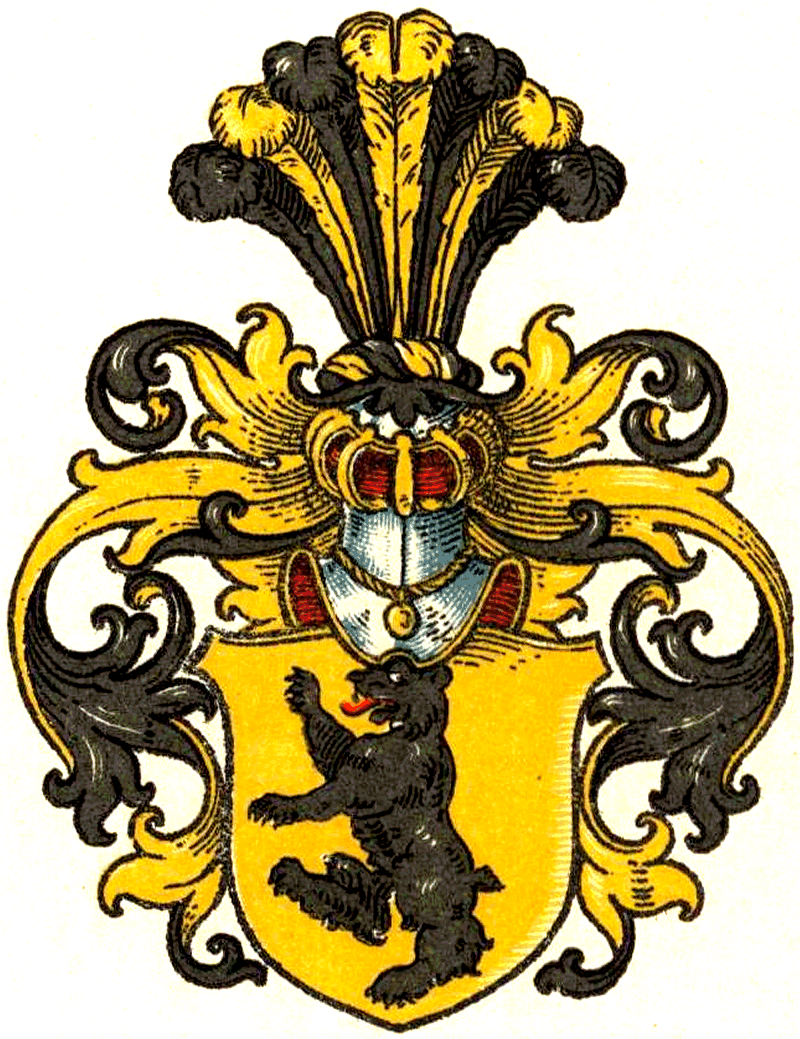
Wappen der Roëll

Roëll, auch Röell, Roehl bzw. Röhl, ist der Name eines aus Westfalen stammenden Geschlechts, das dort in der Grafschaft Mark, später auch in Schlesien begütert war und in den Niederlanden begütert ist und aus dem zahlreiche preußische Offiziere und niederländische Offiziere und Staatsmänner hervorgingen. Zweige der Familie bestehen bis heute fort.

## Geschichtliches
Als ursprüngliche Herkunft des westfälischen Geschlechts wurde früher Elsass oder Schweden vermutet.
Es beginnt die sichere Stammreihe mit dem 1573 urkundlichen Jacob Roëll (Ruell, Rueil), Bürger und Apotheker in Dortmund.
Sein Sohn Johann Roëll (* 1594 oder 1599; † 1656), war erst in hessische Militärdienste getreten und war seit 1642 in kurbrandenburgischen. Als Oberst der Kavallerie erwarb er 1647 das Rittergut Dölberg bei Lünern und trat mit seiner Deszendenz in den Landadel über. Bereits vorher war er wegen seiner geleisteten Dienste von seinem Fürsten, dem „Großen Kurfürsten“ Friedrich Wilhelm, mit der Steuerfreiheit seines Gutes Wickebrock (Wiedeburg) belehnt worden. Sein Totenschild von 1656 befindet sich in der Kirche zu Lünern. Verheiratet war er in erster Ehe mit Clara Bockelman, in zweiter Ehe mit Elisabeth Brüggemann († 1655). Gut Dölberg verblieb bis zum Ende des 19. Jahrhunderts Familienfideikommiss.

### Deutsche Linie
Johann Roëll zu Dölbergs († 1656) ältester Sohn war Johann Jakob von Roëll zu Dölberg (* um 1640, † 21. Februar 1682 zu Haus Nierhofen). Ihm soll von Kaiser Leopold I. der Reichsfreiherrnstand verliehen worden sein. Von ihm stammt die deutsche Linie ab. Er hatte am 28. März 1663 zu Derne Maria Gödde von dem Brinck (* um 1631, † 4. Februar 1715), Erbin von Nierhofen, die Tochter des Johann von dem Brinck, geheiratet. Ein offenbar gleichnamiger Sohn soll 1709 als Hauptmann in der Schlacht bei Malplaquet gefallen sein.
Ein Erneuerungsdiplom des der Familie zustehenden alten Adels erhielten zu Königsberg in Preußen am 5. Juni 1798 von König Friedrich Wilhelm III. die Brüder Arnold Ludwig, preußischer Stabskapitän im Füsilierbataillon „von Yorck“, und Ernst Andreas (August) Roehl, preußischer Leutnant der Feldartillerie, unter der Annahme, dass diese aus Westfalen stammenden Brüder dem hier behandelten Geschlechte angehörten, wofür ihr Wappen (im gespaltenen Schild Adler vorn und geschrägte Äste hinten) eben gerade nicht spricht und so ordnet sie das GHdA-Adelslexikon, Band XI (2000) auch in ein separates Geschlecht. Der eine Bruder, Arnold Ludwig von Röhl, starb 1813 als Major und Bataillonskommandeur in der deutsch-russischen Legion. Sein Bruder Ernst Andreas von Röhl verstarb 1830 zu Breslau als Generalmajor und hinterließ einen Sohn, Karl von Roehl. Dieser stieg in der preußischen Armee bis zum Generalleutnant und Kommandant von Königsberg auf. Diese Familie besaß zu Beginn des 18. Jahrhunderts erb- und eigentümlich die Burg Salzwedel.
Mehrere aus diesem hier eigentlich behandelten Geschlecht stammenden Mitglieder gelangten in der preußischen Armee zu höheren militärischen Ämtern. So ist überliefert, dass Friedrich Alexander von Roehl 1745 in einem Treffen bei Meißen im 69. Lebensjahr als Generalleutnant eines Dragonerregimentes fiel, Christoph Moritz von Roehl wurde Kommandeur eines Husarenregimentes und war später bis 1797 preußischer Generalmajor.
Der Urenkel Friedrich Albrecht  des in kurbrandenburgische Dienste getretenen Johann Roëll zu Dölberg fiel als Major 1757 in der Schlacht von Prag und wurde in der Klosterkirche St. Margareta bei Prag beigesetzt. Sein Sohn war Adelhard Rulemann Freiherr von Roëll († 1819 zu Gumbinnen), der mehrere Jahre das Rittergut Kattern (heute Gmina Siechnice) bei Breslau besaß. Dessen ältester Sohn war Friedrich Wilhelm Adelhard Theodor Gustav Freiherr von Roëll, preußischer Premierleutnant a. D. zu Breslau, der am 1. Mai 1836 zu Cosel Eugenie Marie Eleonore von Jeanneret, Baronesse von Beaufort, heiratete. Der Ehe entstammte der am 19. Februar 1837 zu Cosel geborene Jean Louis Adelhard Freiherr von Roëll, der nachmalige Vorstand dieser Linie.
Fellendorf war ein Gut seines Großonkels, des preußischen Generalmajors Christoph Moritz Freiherr von Roëll (* 11. November 1711; † 27. April 1797), dessen Sohn Friedrich Ernst Christoph Ferdinand von Roëll (* 30. November 1767; † 1830) Landrat des Trebnitzer Kreises und Erbherr auf Klein- und Groß Reichen im Landkreis Lüben war. Jener war seit 1790 mit Luise Friederike Wilhelmine, der Tochter des Generalleutnants Friedrich August von Erlach, verheiratet.
Der spätere Landrat des ostelbischen Kreises Meseritz Paul von Roëll (1850–1917) begründete 1880 mit die Deutsche Adelsgenossenschaft und 1883 das Deutsche Adelsblatt. Er bemühte sich auch um die Anerkennung des Freiherrentitels für die preußische respektive deutsche Linie seines Geschlechts. Mehrfach konnte ihm nachgewiesen werden, dass er unrichtige bzw. geschönte Angaben gemacht hatte, um sich und seine Familie gut darzustellen. Das preußische Heroldsamt in Berlin fällte hierüber am 11. April 1903 das endgültige Urteil, das die Führung des Freiherrentitels untersagte.

### Niederländische Linie
Johann Roëll zu Dölbergs († 1656) jüngerer Sohn war Hermann Alexander Roëll († 1718), niederländischer reformierter Theologe und Philosoph. Von ihm stammt die niederländische Linie ab und durch seinen ältesten Enkel Johannes Frederik auch ein adelsrechtlich nicht legitimierter Zweig in Belgien.
Niederländische Adelsanerkennungen erfolgten 1817, 1818, 1836, 1886 und 1892.
Das niederländische Baronat (primogenitur) erhielt
- am 9. Juli 1819 Mag. jur. Jonkheer Willem Frederik Röell, niederländischer Vorsitzender der Ersten Kammer der Generalstaaten, vormals Außen- und Innenminister
- 1874 Mag. jur. Jonkheer Herman Hendrik Röell, Kurator der Universität Utrecht

## Wappen

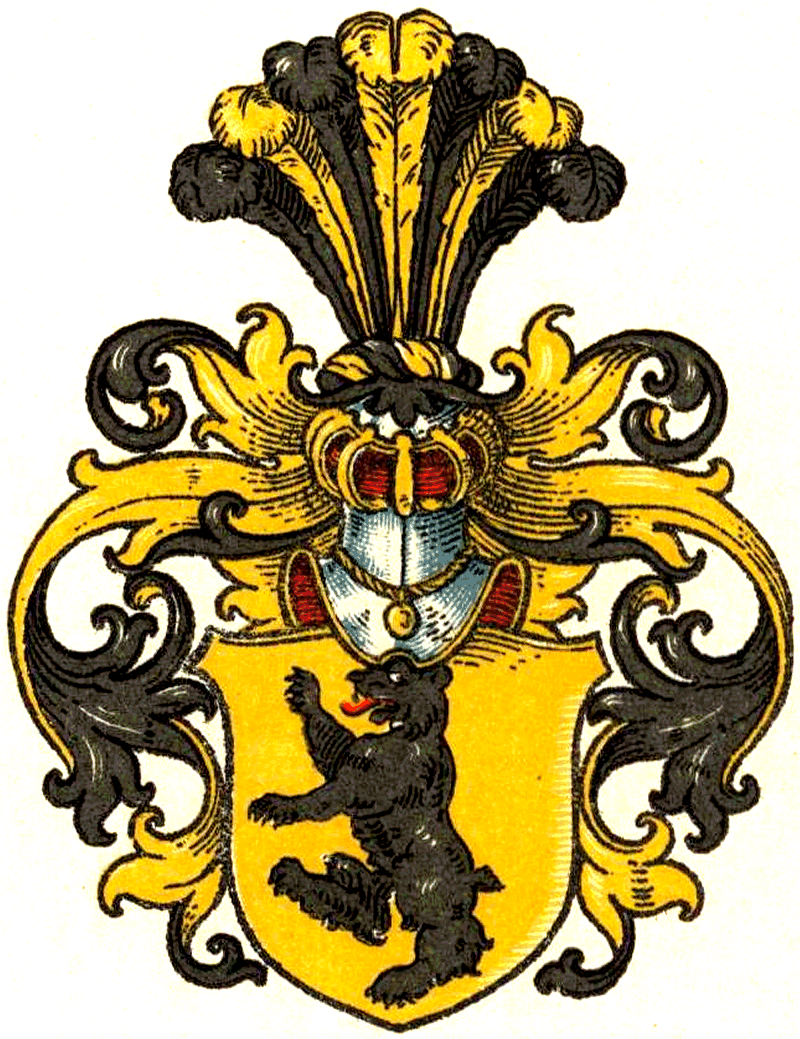
Wappen der Roëll im „Wappenbuch des Westfälischen Adels“
Variante des Wappens der Roëll mit Bär als Helmzier[17]
Wappen einer deutschen Familie Röhl, die sich eigenmächtig „Baron von Röhl“ nennt, seit 2006 in der Deutschen Wappenrolle des Herold unter DWR 11007/06

Das Stammwappen zeigt in Gold einen aufgerichteten schwarzen Bären mit (silbernem Halsband). Auf dem mit Helm mit schwarz-goldenen Helmdecken sieben abwechselnd schwarz und goldene Straußenfedern, als Variante ein wachsender schwarzer Bär mit silbernem Halsband.
Das Wappen einer deutschen Familie Röhl, die sich eigenmächtig (und ohne eine Nichtbeanstandung des Deutschen Adelsrechtsausschusses) „Baron von Röhl“ nennt, wurde 2006 in der Deutschen Wappenrolle des Herold unter DWR 11007/06 eingetragen und registriert. Es zeigt einen im goldenen Schildhaupt schreitenden rot-bewehrten und – gezungten schwarzen Bären, in Rot drei (zwei zu eins gestellte) dreiblättrige goldene Eichenzweige mit je zwei Eicheln. Auf dem mit einer goldenen Helmkrone und rot-goldener Helmdecke belegten Topfhelm ein wachsender rot-bewehrter und -gezungter schwarzer Bär, mit den Pranken ein gestieltes goldenes Eichenblatt mit zwei Eicheln haltend.

## Angehörige

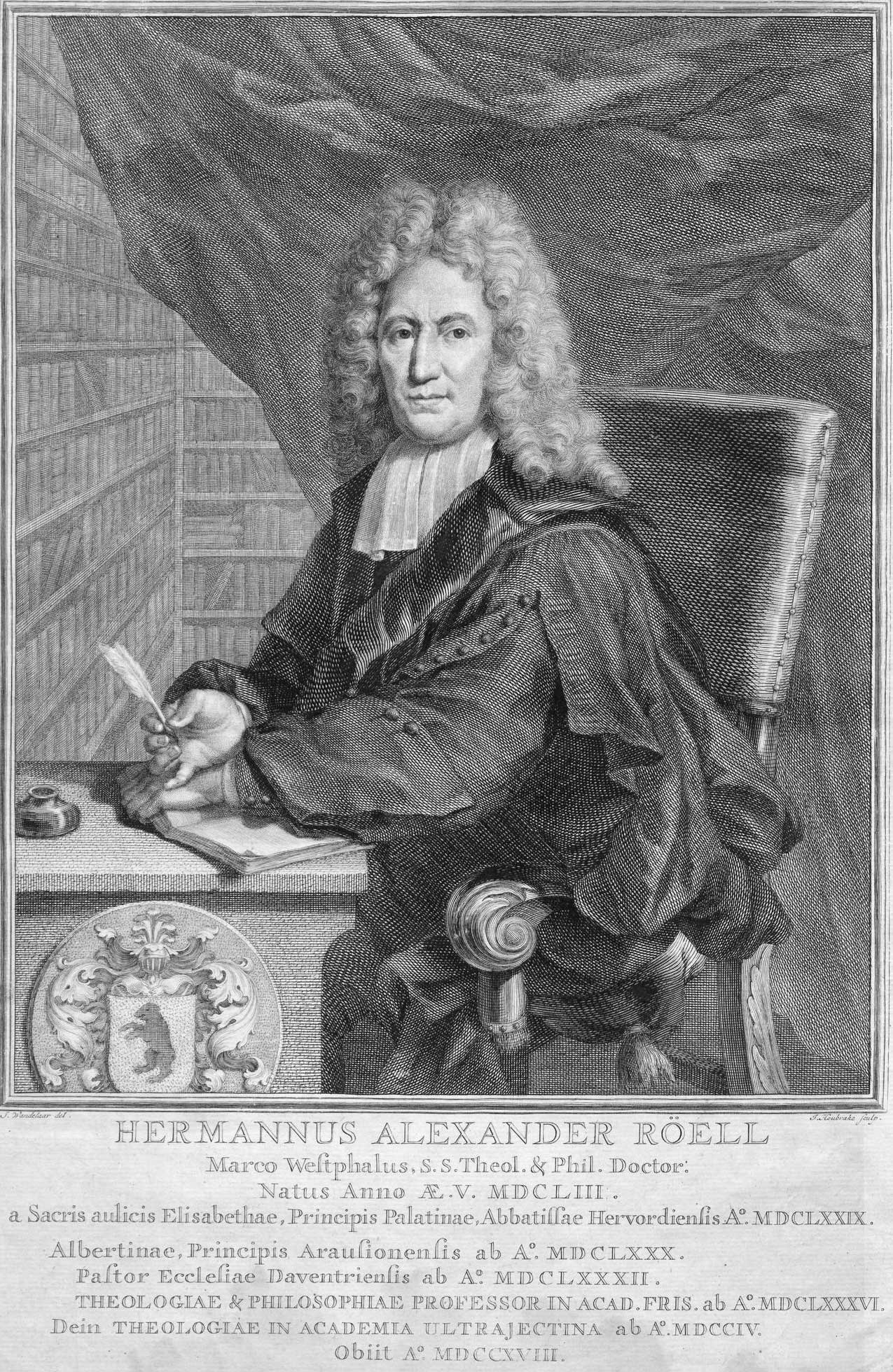
Herman Alexander Röell (1653–1718), niederländischer Theologe und Philosoph
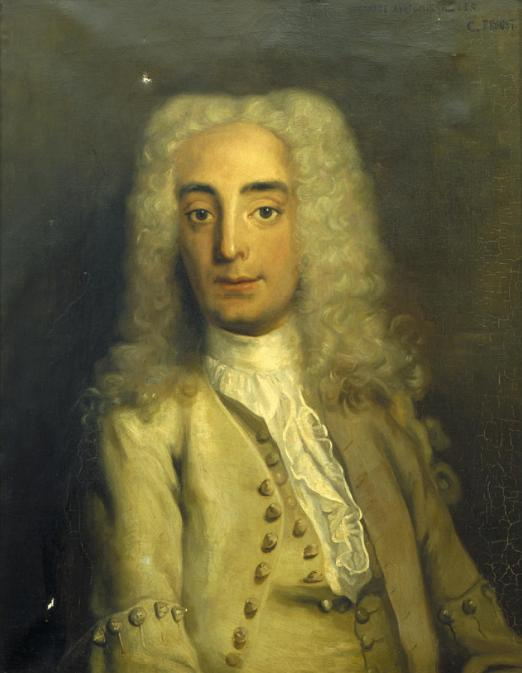
Willem Röell (1700–1775), niederländischer Professor der Anatomie
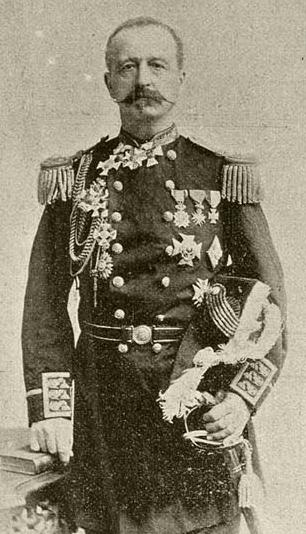
Jonkheer Jacob Alexander Röell (1838–1924), niederländischer Staatsmann
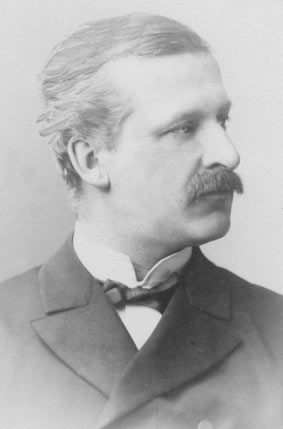
Jonkheer Joan Röell (1844–1914), niederländischer Ministerpräsident des nach ihm benannten Kabinett Röell (1894–1897)
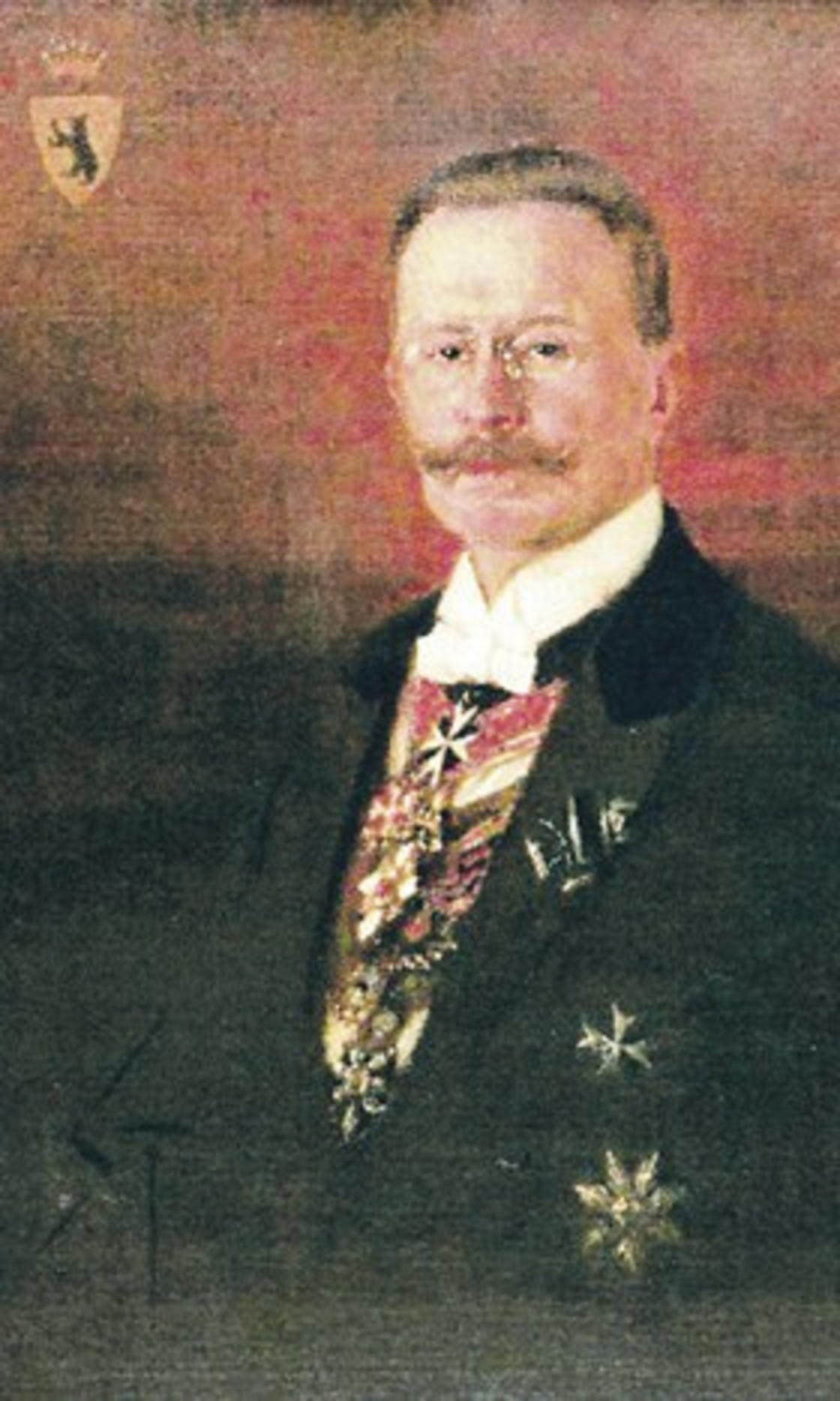
Paul von Roëll (1850–1917), Landrat von Meseritz, begründete die Deutsche Adelsgenossenschaft und das Deutsche Adelsblatt, fürstlich Lippescher Kammerherr
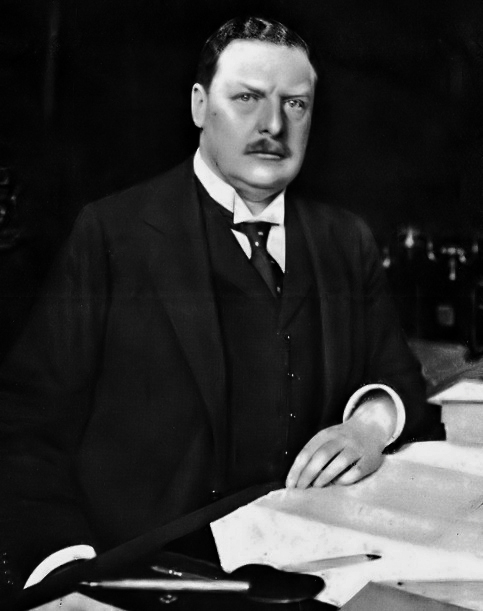
Baron Antonie Röell (1864–1940), Bürgermeister von Leeuwarden, Arnhem, Amsterdam und Commissaris van de Koningin
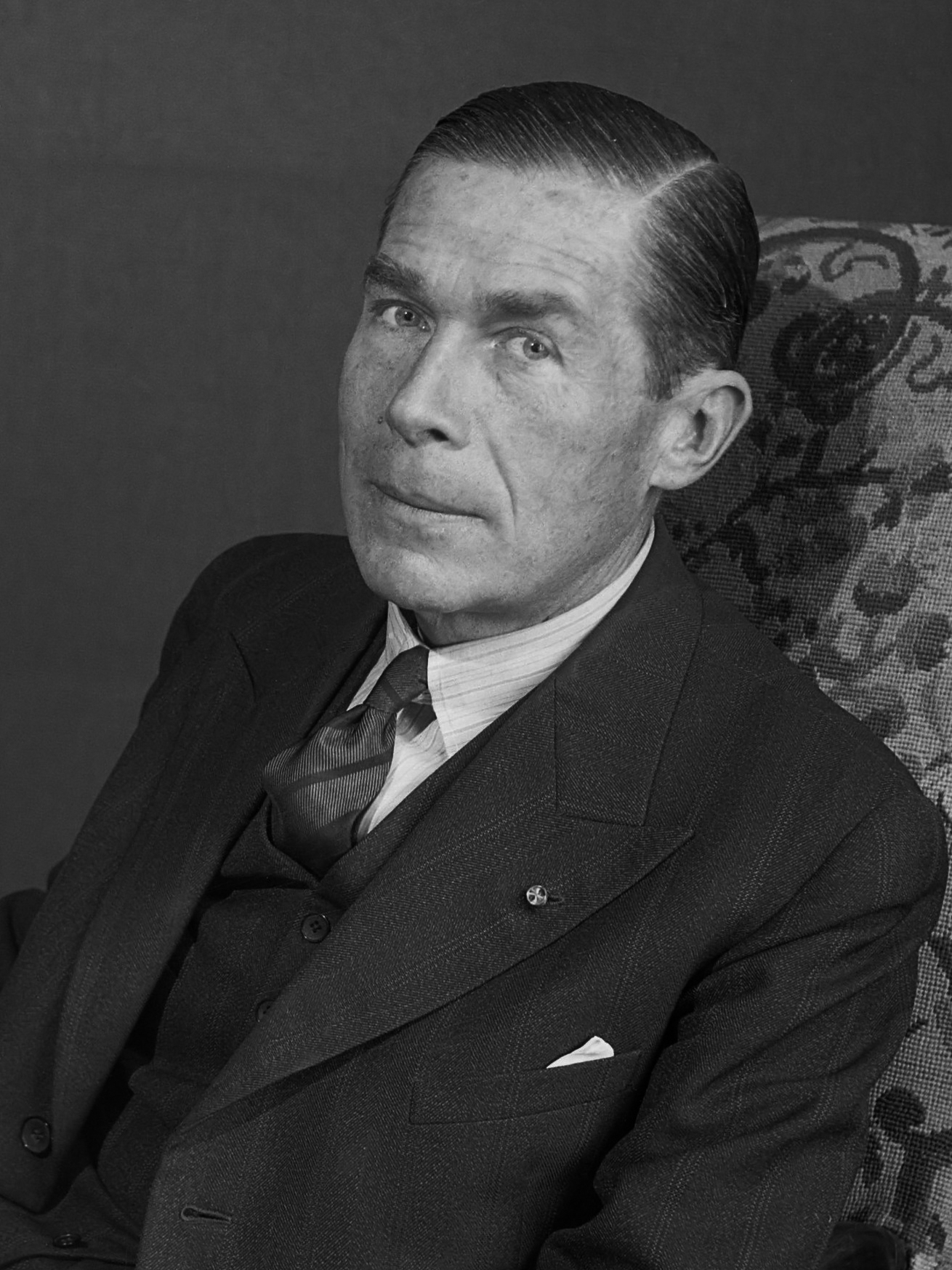
Jonkheer David Cornelis Röell (1894–1961), Direktor des Rijksmuseums Amsterdam
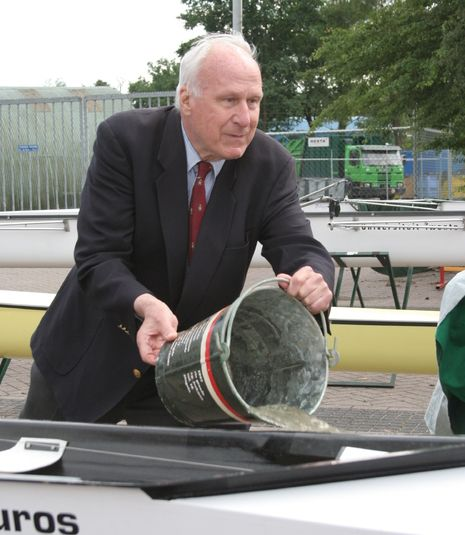
Jonkheer Rutger Röell (1929–2009), Trainer der niederländischen Ruderer bei den Olympischen Spielen 1988
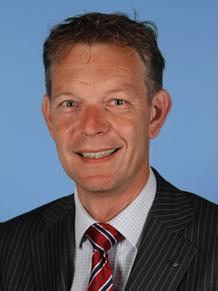
Jonkheer Mark Röell (* 1965), Bürgermeister von Baarn

Stamm Dortmund
- Johann von Roell (1599–1656), ⚭ Elisabeth Brüggemann († 1655)
  - Johann Jakob von Roëll († 1682), ⚭ Marie von dem Brink a.d.H. Nierhoven
    - Friedrich Alexander von Röhl (1676–1745), preußischer Generalleutnant[18]
      - Christoph Moritz von Röhl (1713–1797), preußischer Generalmajor[19]

  - Hermann Alexander Röell (1653–1718), niederländischer reformierter Theologe und Philosoph
    - Willem Röell (1700–1775), niederländischer Professor der Anatomie
      - Nicolaas Willem Röell (1736–1796)
        - Willem Frederik Röell (1767–1835), niederländischer Vorsitzender der Ersten Kammer der Generalstaaten, vormals Außen- und Innenminister

(…)
- Herman Hendrik Röell, Kurator der niederländischen Universität Utrecht
- Paul von Roëll (1850–1917), preußischer Landrat des Kreises Meseritz begründete 1880 die Deutsche Adelsgenossenschaft und 1883 das Deutsche Adelsblatt, dessen drei erste Jahrgänge er 1883–86 als Hauptschriftführer herausgab[20]
- Willem Röell (1873–1958), Oberbefehlshaber der niederländischen Armee
- Wichart von Roëll (1937–2024), deutscher Schauspieler.

Stamm Bielefeld
- Arnold Ludwig von Röhl († 1813), Major und Bataillonskommandeur in der Russisch-Deutschen Legion, und sein Bruder
- Ernst Andreas von Röhl (1761–1830), preußischer Generalmajor, gehören nach dem GHdA-Adelslexikon (2000) nicht zum Geschlecht, allerdings wurde das 1798 bei der Erteilung ihrer preußischen Adelserneuerung angenommen.[1]
  - Karl von Roehl (1795–1885), preußischer Generalleutnant
    - Karl von Roehl (1819–1891), preußischer Generalleutnant

  - Johann Ernst Gustav von Roehl (1799–1867), preußischer General der Infanterie
    - Ernst Karl Gustav Wilhelm von Roehl (1825–1881), preußischer Major; Forscher auf dem Gebiet der Paläobotanik

Stamm Stralsund
- Der 1912 geadelte Maximilian von Roehl (1853–1922), preußischer General der Artillerie, gehört nicht zum Geschlecht.[1]